# Beukenlaan 5-7 (Baarn)
Het dubbele woonhuis Beukenlaan 5-7  is een gemeentelijk monument in Baarn in de provincie Utrecht. 
Het huis aan de Beukenlaan is in 1913 gebouwd door architect W. Leduc. De ingang in het midden heeft een rondboogportiek. Aan de rechterzijde is een serre aangebouwd.